# Zhuang du Sud
Pour les articles homonymes, voir Zhuang.
Le zhuang du Sud est une langue taï-kadaï, de la branche taï, parlée en Chine, dans le Sud du Guangxi et dans le Yunnan par une partie des Zhuang.

## Classification interne
Contrairement aux parlers zhuang du Nord qui sont rattachés aux langues taï du Nord, les variétés regroupées sous le nom de zhuang du Sud font partie des langues taï centrales.

## Dialectes
Zhang et Wei (1997) regroupent les nombreux parlers zhuang du Sud en cinq ensembles : 
- Le zhuang de Yongnan
- Le zhuang de Zuojiang
- Le zhuang de Dejing
- Le zhuang de Yanguan
- Le zhuang de Wenshan

Jonhson modifie cette répartition et identifie trois parlers, à la place des deux derniers de la classification de Zhang et Wei. Il les nomme différemment, se basant sur le fait que certains de ces Zhuang se désignent par le nom de Dai ou Nong, un équivalent de l'ethnonyme Nùng qui se retrouve au Viêt Nam :
- Le dai zhuang
- Le minz zhuang
- Le nong zhuang

## Sources
- (en) Zhang Yuansheng, Wei Xingyun, 1997, Regional Variations and Vernaculars in Zhuang, dans Jerold A. Edmondson, David B. Solnit (éditeurs), Comparative Kadai. The Tai Branch, p. 77-95, SIL International and the University of Texas at Arlington Publications in Linguistics, vol. 124, Arlington, Summer Institute of Linguistics et The University of Texas at Arlington  (ISBN 1-55671-005-4)
- (en) Eric C. Johnson, 2011, The Southern Zhuang Languages of Yunnan Province’s Wenshan Prefecture from a Sociolinguistic Perspective, SIL International
- (en + zh) Sumittra Suraratdecha, Jerold A. Edmondson, Somsonge Burusphat, Qin Xiaohang, 2006, Northern Zhuang-Chinese-Thai-English Dictionary, Sayala, Institute of Language and Culture for Rural Development, Mahidol University  (ISBN 978-974-11-0687-5)